# Verkehrsbetriebe Zürich

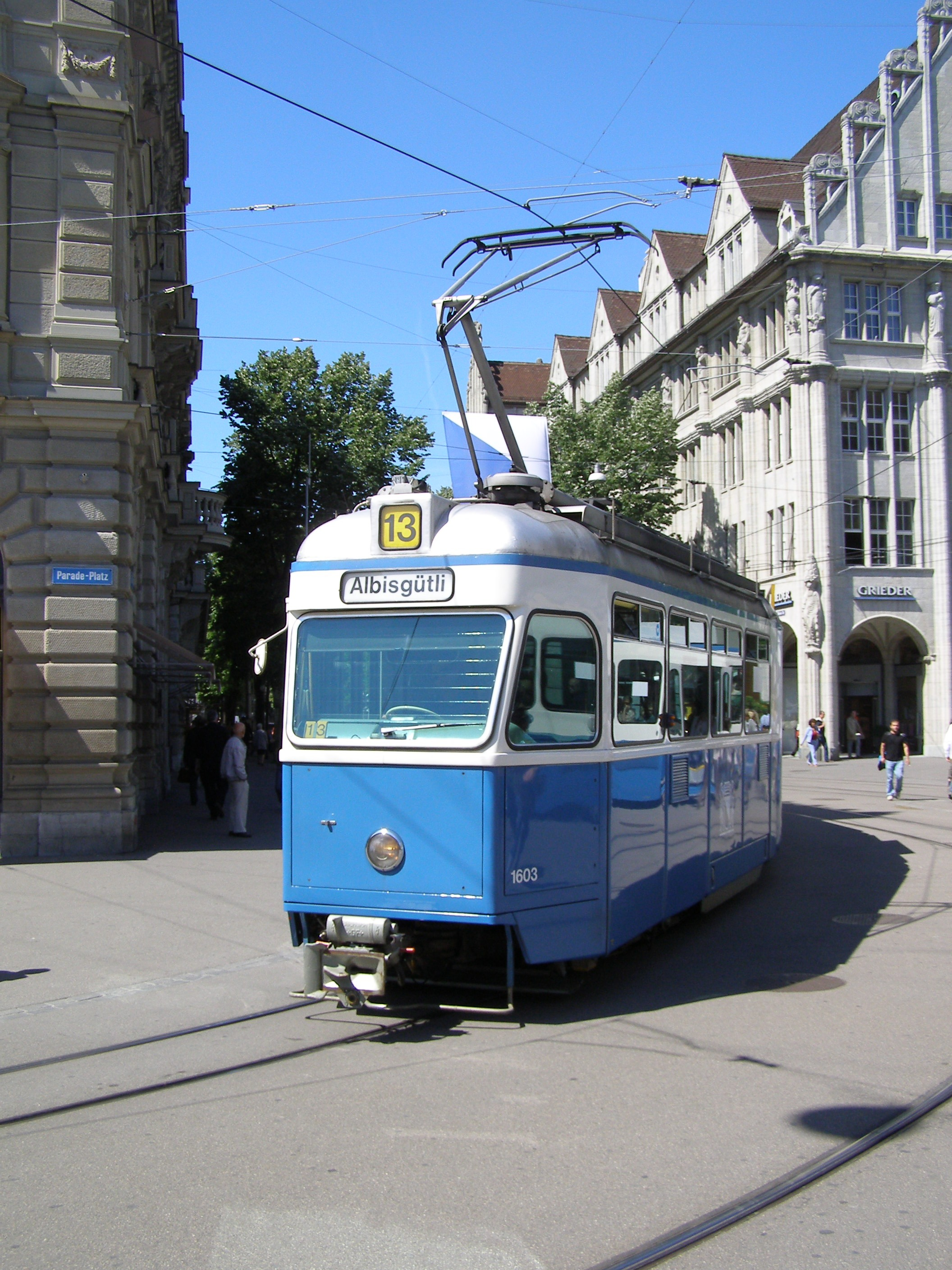
Zurigo: tram snodato Be 4/6 Mirage del VBZ (n. 1603) sulla linea 13

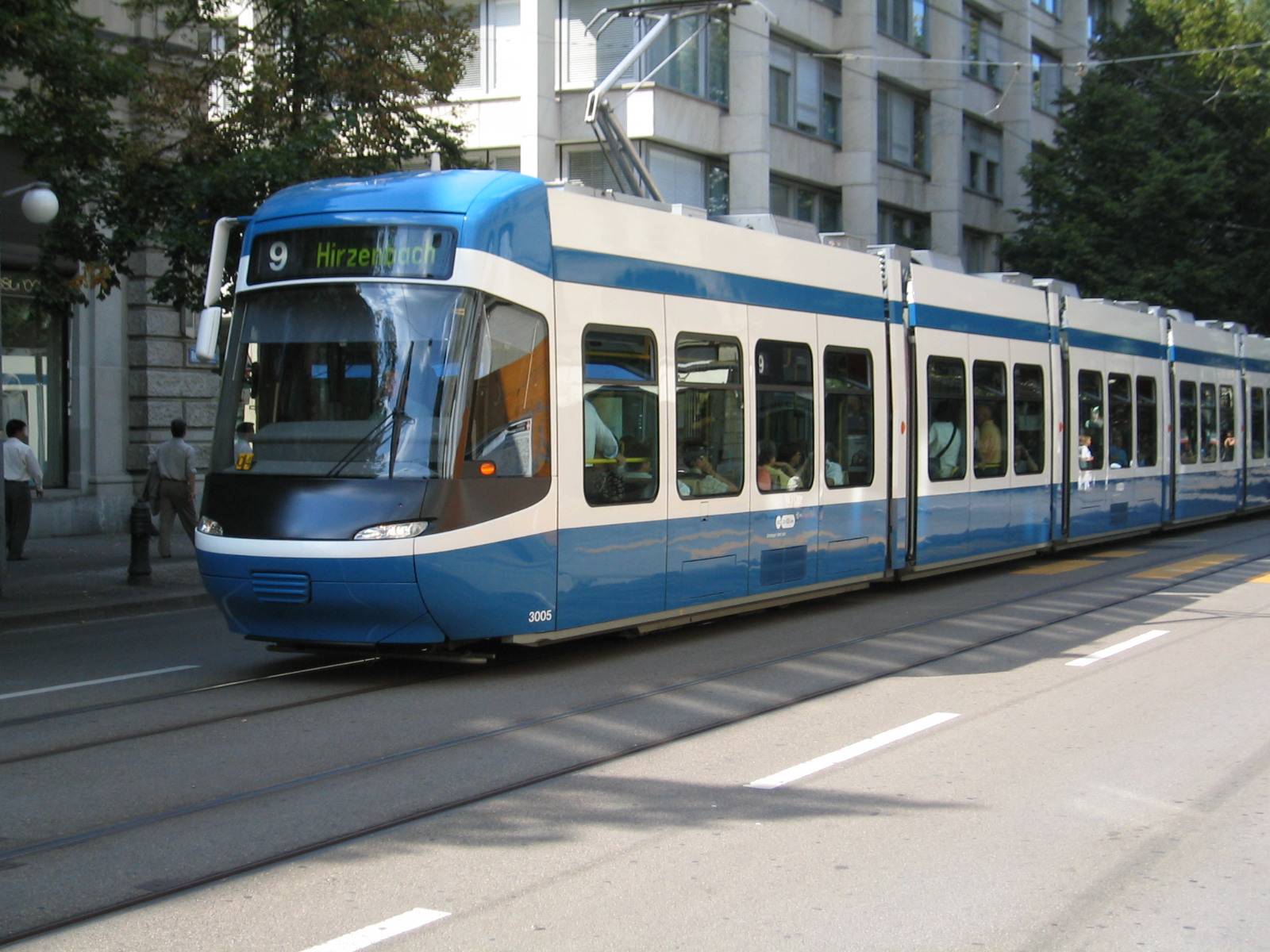
Zurigo: tram snodato Be 5/6 Cobra del VBZ (n. 3005 appartenente alla serie prototipica) sulla linea 9

La Verkehrsbetriebe Zürich (VBZ) è l'azienda svizzera che svolge il servizio di trasporto pubblico
autofilotranviario nella città di Zurigo e nel suo circondario.

## Storia
La VBZ ha sostituito la Städtische Strassenbahn Zürich (StStZ), risalente al 1896, anno dal quale esercitava in città il servizio tranviario a trazione elettrica.

## Esercizio
L'azienda gestisce 73 linee, ripartite in 13 tranvie, 6 filovie e 54 autolinee, 27 delle quali di tipo regionale. Dal 1999 alla VBZ è affidato anche l'esercizio della Dolderbahn.

## Parco aziendale
Nel 2006 la flotta era costituita da 320 tram, 80 filobus e da 170 autobus: tutti i mezzi presentano la caratteristica livrea bianco-azzurra.

## Rotabili tranviari in esercizio

### Tram 2000
- Be 4/6 2001-2098, in 2 lotti (del 1976 e del 1985)
- Be 4/8 2099-2121 (costruiti nel 1991 come Be 4/6, trasformati nel 2005)
- Be 4/6 senza cabina 2301-2315, del 1978
- Be 2/4 senza cabina Pony 2401-2435, in 2 lotti (del 1985 e del 1992)

Questi tram hanno sostituito i modelli Karpfen (1416-1430) e Mirage (1601-1726).

### Cobra
- Be 5/6 3001-3088

Nel 1992 un consorzio di costruttori svizzeri utilizzò un prototipo di tram a pavimento totalmente ribassato (già in esercizio a Berna, numerato 401) per la sperimentazione di un nuovo modello da proporre alle città di Basilea e di Zurigo. Il prototipo, modificato, fu numerato 3000; dopo un tour dimostrativo in alcune città europee fu demolito.
Mentre Basilea ha successivamente optato per il modello Siemens Combino, nel 2001 Zurigo ha commissionato a Bombardier (che nel frattempo aveva assorbito ABB e Schindler, originariamente facenti parte del consorzio svizzero artefice del prototipo 3000) la costruzione di 6 unità, numerate 3001-3006, di un tram a pavimento totalmente ribassato.
L'esercizio di questi prototipi ha evidenziato alcuni difetti, tra i quali l'eccessiva rumorosità, facendo guadagnare al tram il soprannome di "serpente a sonagli".
In seguito all'intervento del costruttore, che ha provveduto ad eliminare i difetti riscontrati, VBZ ha ordinato un lotto di 68 mezzi, in consegna dal 2005, numerati da 3007 a 3074, ed un ulteriore lotto di 14 unità, da 3075 a 3088. Le unità della serie prototipica sono regolarmente in esercizio dopo essere state adeguate al prodotto standard.
Al costruttore Bombardier si affianca Alstom (che ha incorporato SIG, terzo partner del consorzio originale) per la produzione dei carrelli e del sistema frenante; il design è firmato Pininfarina.
Il tram è composto da 5 casse per una lunghezza di 36 metri; è unidirezionale con le 7 porte solo sul lato destro.